# Hugh Bigod, I conde de Norfolk
Hugh Bigod, primer conde de Norfolk (1095-1177) fue el segundo hijo de Roger Bigod (también conocido como Roger Bigot) (fallecido en 1107) y Adeliza, hija de Robert de Todeni.

## Primeros años
Tras la muerte de su hermano mayor, Guillermo, que falleció sin descendencia en el naufragio del Barco Blanco el 25 de noviembre de 1120, Hugh heredó el cargo de mayordomo real y muchas de sus propiedades en Anglia Oriental. También sucedió a su tía Albreda, heredera de su hermano Berengar de Tosny, con tierras en Yorkshire, incluida la abadía de Kirkstall, y en Normandía.  Hugo se convirtió en condestable del castillo de Norwich en 1122.

## Durante el reinado del rey Esteban
Hugo apoyó la candidatura de Esteban de Blois como rey de Inglaterra a la muerte de Enrique I en 1135, a pesar del juramento que Esteban y los barones habían hecho de aceptar a la hija de Enrique, la emperatriz Matilde, como sucesora. Fue Bigod quien afirmó que, en sus últimos días, Enrique I había nombrado a Esteban como rey.  La guerra civil estalló cuando, en 1139, Matilde obtuvo la fuerza militar necesaria para desafiar a Esteban.
El rey Esteban contó inicialmente con el apoyo de los barones ingleses, pero en 1136 enfermó y la noticia de su muerte se difundió rápidamente. Hugh Bigod se hizo con el control del castillo de Norwich. Tras su recuperación, Esteban sitió la ciudad y Hugo se vio obligado a rendirse.  En febrero de 1141, Bigod luchó junto a Esteban en Lincoln, pero el conde desertó tras la captura del rey. En julio de ese año, Matilde le concedió el condado de Norfolk, pero Hugh se mantuvo relativamente neutral durante la guerra civil,  sin ponerse activamente del lado de los partidarios de la emperatriz. 
Como conde de Norfolk, las propiedades de Bigod incluían Castle Acre,  Geldeston  y Hethel  así como tierras en Earl Soham, Framlingham y Thetford 
Apoyó al cuñado de su primera esposa, Geoffrey de Mandeville, durante su rebelión contra Esteban en 1143-1144. Durante el enfrentamiento entre el rey Esteban y el Arzobispo Teobaldo de Bec en 1148, Hugh Bigod apoyó al arzobispo, al que recibió en su fortaleza de Framlingham, pero se unió a otros para negociar una reconciliación entre el rey y el arzobispo.

## El ascenso del rey Enrique II
Cinco años más tarde, en 1153, cuando Enrique, duque de Normandía, el futuro Enrique II (r. 1154-1189), desembarcó en Inglaterra para reclamar el trono, Bigod resistió en Ipswich contra las fuerzas de Esteban, mientras que Enrique II, asediaba Stamford. Ambas plazas fueron capturadas por Esteban; sin embargo, éste no se encontraba en condiciones para castigar al conde rebelde y las negociaciones entre ambas partes dieron como resultado el reconocimiento de Enrique como heredero de Esteban.
Tras la coronación de Enrique II en diciembre de 1154, Bigod fue confirmado al frente del condado y recibió la confirmación del cargo de administrador real en enero del año siguiente. Los primeros años del nuevo reinado estuvieron centrados en la recuperación del reino y en debilitar las posiciones de los barones, que habían conseguido quedar fuera del control real durante el reinado de Esteban.
No pasó mucho tiempo antes de que Bigod se agitara bajo el mandato de Enrique.  Se sintió inquieto por medidas como el escuage, una tasa que podían pagar los vasallos en lugar del servicio militar, que se convirtió en una figura central del sistema militar de Enrique II en 1159. El conde se resistió en un principio, pero fue inmediatamente reprimido. En 1157, Enrique II marchó sobre los condados orientales y recibió la sumisión del conde.
Tras este incidente, Hugh Bigod no vuelve a aparecer en las crónicas durante algún tiempo; se le nombra entre los que habían sido excomulgados por Becket, como consecuencia de la retención de tierras pertenecientes al monasterio de Pentney en Norfolk .

## La revuelta de 1173
En 1173, el príncipe Enrique (también conocido como Enrique el Joven) se levantó en armas contra su padre Enrique II, lo que aprovechó Hugh Bigod para rebelarse, contando con el apoyo de barones ingleses y los reyes de Francia y Escocia. Inmediatamente se convirtió en uno de los líderes de la revuelta, ansioso por recuperar los privilegios que habían sido recortados por Enrique II, y porque el conflicto se estaba librando en sus tierras. El joven príncipe prometió como recompensa la custodia del castillo de Norwich .
La energía y la suerte del rey estuvieron a la altura del desafío. Mientras el monarca mantenía bajo control a sus vasallos franceses, los barones leales en Inglaterra conseguían derrotar a los rebeldes. Robert de Beaumont, conde de Leicester, (fallecido en 1190) desembarcó en Walton, Suffolk, el 29 de septiembre de 1173 y marchó hacia Framlingham junto con Bigod y ambos sitiaron y tomaron el castillo de Hagenet en Suffolk el 13 de octubre, en poder del barón leal Randal de Broc. Sin embargo, Leicester fue derrotado y apresado en la batalla de Fornham, cerca de Bury St Edmunds, por el justiciar Richard de Luci y otros barones. Éstos se lanzaron contra Bigod quien, consciente de su inferioridad bélica, inició negociaciones de paz. Se dice que los sobornó y al mismo tiempo aseguró el retorno a casa de los flamencos que hubieran estado a su servicio.

## Últimos días
Aunque derrotado y obligado a entregar sus castillos, Bigod conservó tierras y título, y vivió en paz con Enrique II hasta su muerte, según se dice, en 1177 en Palestina . 
El 1 de marzo de 1177, su hijo Roger Bigod apeló al rey por una disputa con su madrastra. Hugh ya había muerto en el momento de la apelación de Roger y se da, como fecha de su muerte ante caput jejunii (antes del 9 de marzo). Si, efectivamente murió en Palestina, su muerte habría tenido lugar el año anterior, 1176, para que la noticia llegara a Inglaterra. Enrique II aprovechó la petición de Roger para apoderarse del tesoro del difunto conde. El conde Hugh había poseído vastas propiedades por herencia y también era el destinatario del tercer penique de multas recaudadas en el condado de Norfolk por su título de conde.

## Matrimonio y familia
Bigod se casó en primeras nupcias con Juliane de Vere (fallecida c. 1199), hija de Aubrey de Vere II y Adeliza de Clare, hija de Gilbert Fitz Richard de Clare, conde de Clare . El matrimonio se disolvió antes de 1156 y tuvieron un hijo:
- Roger Bigod, segundo conde de Norfolk (nacido c. 1144-1145), esposo de Ida de Tosny y tuvo descendencia.

Bigod se casó en segundas nupcias con Gundreda (c. 1135-1200), hija de Roger de Beaumont, segundo conde de Warwick . Tuvieron dos hijos:
- Hugh Bigod (nacido alrededor de 1156)
- William Hugh Bigod (nacido en 1168)